# Yanis David
Yanis Esmeralda David (née le 12 décembre 1997 aux Abymes) est une athlète française, spécialiste du saut en longueur et du triple saut.

## Biographie
Elle remporte la médaille d'or du triple saut lors des Jeux olympiques de la jeunesse d'été 2014, à Nankin en Chine, avec la marque de 13,33 m.
En 2016, elle devient championne du monde junior du saut en longueur à Bydgoszcz avec un saut à 6,42 m et championne d'Europe espoir l'année suivante, toujours dans la même ville. Cette année-là, elle s'installe aux États-Unis, à l'Université de Floride (Gainesville) pour s'entraîner,.
Victime d'une blessure aux muscles ischio-jambiers, elle est forfait pour les Championnats d'Europe d'athlétisme 2018 à Berlin,. Favorite pour le Championnat NCAA d'athlétisme 2019 en salles se déroulant à Birmingham dans l'Alabama, elle remporte l'or en triple saut avec un saut à 14,03 m. Elle finit également 2e du saut en longueur avec un saut à 6,43 m. Le 12 mai 2019, elle réalise les minima au triple saut pour les championnats du monde de Doha grâce à un bond à 14,35 m. Le 6 juin, lors des Championnats NCAA d'athlétisme 2019 en plein air se déroulant à Austin au Texas, elle remporte le titre universitaire américain à la longueur avec un nouveau record personnel porté à 6,84 m, cinquième meilleure performance française de tous les temps. Quelques jours plus tard, elle décide de quitter le circuit universitaire pour le circuit professionnel, alors qu'il lui reste un an de cursus avec l'Université de Floride dont elle porte les couleurs depuis 2016. 
Pour les championnats du monde 2019 de Doha, elle décide de renoncer au triple saut au profit du saut en longueur, étant donné que les deux épreuves ont lieu le même jour. Le 5 octobre, elle se classe vingtième des qualifications de la longueur avec un deuxième saut mesuré à 6,46 m, mordant son dernier essai d'un rien alors qu'elle était retombée très loin.

## Palmarès
| Date | Compétition                    | Lieu      | Résultat | Épreuve     | Temps   |
| ---- | ------------------------------ | --------- | -------- | ----------- | ------- |
| 2014 | Jeux olympiques de la jeunesse | Nankin    | 1re      | Triple saut | 13,33 m |
| 2016 | Championnats du monde juniors  | Bydgoszcz | 1re      | Longueur    | 6,42 m  |
| 2016 | Championnats du monde juniors  | Bydgoszcz | 10e      | Triple saut | 12,97 m |
| 2017 | Championnats d'Europe espoirs  | Bydgoszcz | 1re      | Longueur    | 6,56 m  |
| 2017 | Championnats d'Europe espoirs  | Bydgoszcz | 4e       | Triple saut | 13,78 m |
| 2018 | Jeux méditerranéens            | Tarragone | 11e      | Longueur    | 6,26 m  |
| 2018 | Jeux méditerranéens            | Tarragone | 1re      | Triple saut | 14,15 m |
| 2022 | Championnats d'Europe          | Munich    | 8e       | Longueur    | 6,51 m  |

## Records
| Épreuve          | Épreuve   | Marque  | Lieu            | Date             |
| ---------------- | --------- | ------- | --------------- | ---------------- |
| Saut en longueur | Plein air | 6,84 m  | Austin          | 6 juin 2019      |
| Saut en longueur | En salle  | 6,63 m  | Lubbock         | 1er février 2020 |
| Triple saut      | Plein air | 14,35 m | Fayetteville    | 11 mai 2019      |
| Triple saut      | En salle  | 14,11 m | College Station | 25 février 2018  |